# Język badaga
Język badaga (badaga: படக பாஷை, tamil. படுகு மொழி, kannada ಬಡಗ ಭಾಷೆ) – język drawidyjski używany przez około 134 tys. osób (2011), członków grupy etnicznej Badaga, zamieszkujących góry Nilgiri w południowych Indiach. 
Jest blisko spokrewniony z językiem kannada. 
Potencjalnie zagrożony wymarciem.
Zapisywany niegdyś pismem kannada, obecnie pismem tamilskim oraz rozwijającym się pismem badaga.